# 島根県道322号知夫島線
島根県道322号知夫島線（しまねけんどう322ごう ちぶとうせん）は、島根県隠岐郡知夫村を通る一般県道である。

## 概要
隠岐諸島島前地区の島の一つである知夫里島を通る。

### 路線データ
- 起点：隠岐郡知夫村薄毛（うすげ）
- 終点：隠岐郡知夫村古海（うるみ）

## 歴史
- 1959年（昭和34年）8月7日 - 島根県告示第626号により認定される。当時の路線区間は知夫郡知夫村来居 - 知夫郡知夫村薄毛間だった。
- 1963年（昭和38年）10月1日 - 島根県告示第1054号により起終点の変更と路線延長が行われる。
- 1969年（昭和44年）4月1日 - 海士郡・穏地郡・周吉郡・知夫郡が統合され、隠岐郡が成立する。これにより起終点の地名表記が変更される。
- 1972年（昭和47年）8月1日 - 現行の県道番号に変更される。

## 路線状況

### 道路施設

#### トンネル
- 知夫里トンネル：延長268 m、1999年（平成11年）竣工、隠岐郡知夫村

## 地理

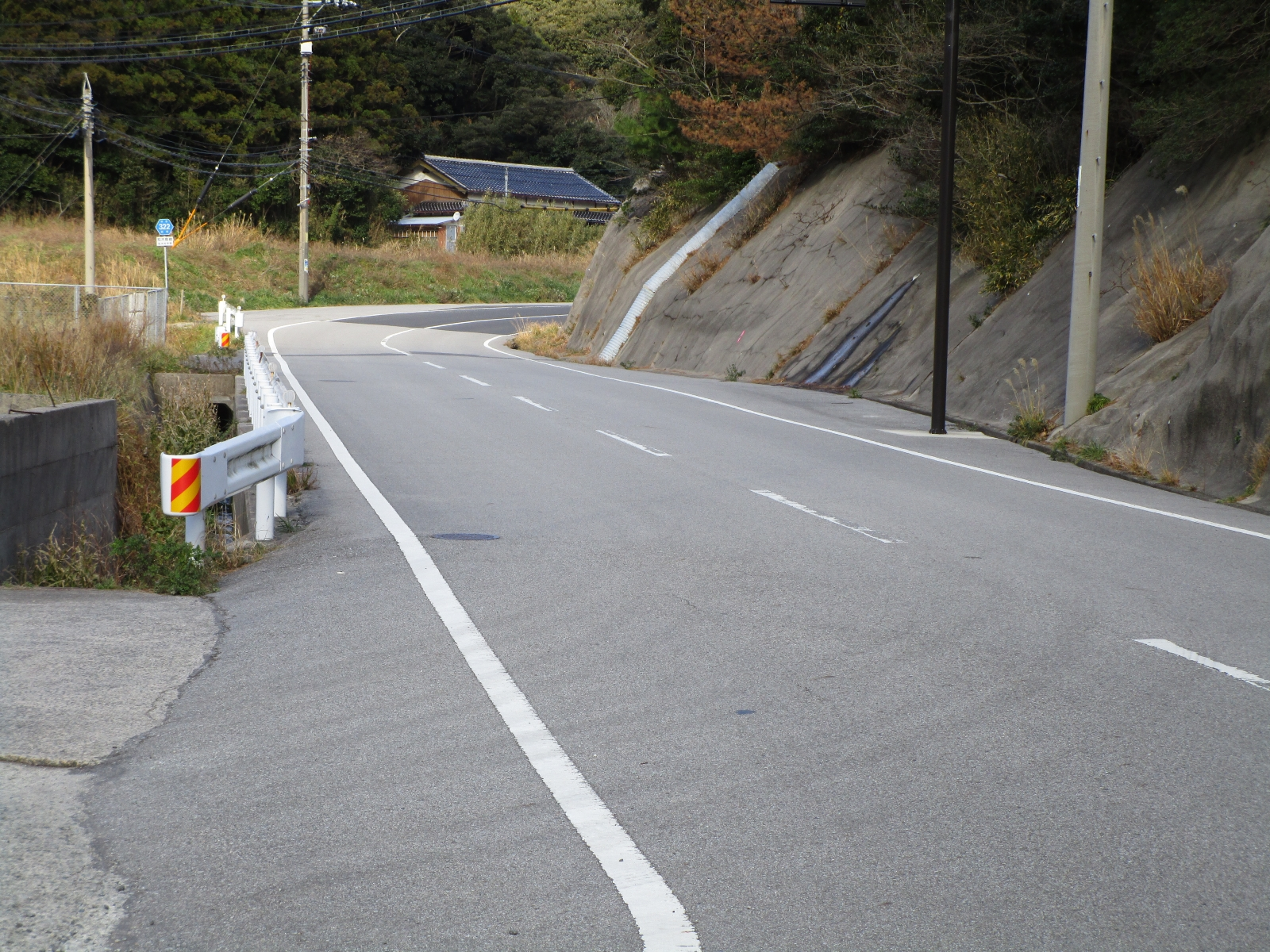
島根県道322号知夫島線（願成寺入り口付近）

他の島とは橋梁で結ばれておらず、また他の島との架橋計画もないため接続道路はない。

### 通過する自治体
- 隠岐郡知夫村

### 沿線
- 知夫村役場
- 知夫村立知夫小学校
- 知夫村立知夫中学校
- 来居（くりい）港 - 本土や隠岐諸島の他の島を結ぶ旅客船が発着する知夫里島の玄関口